# British Mountaineering Council
Der British Mountaineering Council (BMC) (deutsch Britischer Bergsteigerverband) ist die nationale Vertretung für England und Wales, die zum Schutz der Freiheiten und zur Förderung der Interessen von Kletterern, Wanderern und Bergsteigern, einschließlich Skibergsteigern. Der BMC wurde auch von der Regierung als das nationale Leitungsorgan für Wettkampfklettern anerkannt. Der BMC vertritt international ganz Großbritannien inklusive Schottland.
Der BMC ist seit 1947 Mitglied des UIAA sowie seit 2017 Mitglied im EUMA.

## Geschichte
Die Organisation wurde ursprünglich im Jahr 1944 auf Vorschlag von Geoffrey Winthrop Young, Präsident des Alpine Clubs, gegründet.
Ziel war es, die Interessen von Kletterclubs zu vertreten und in erster Linie den Zugang für Kletterer zum Klettern auf einem Berg oder einer Klippe in England und Wales aufrechtzuerhalten. Seit 2017 befindet sich der Hauptsitz in der Burton Road in West Didsbury, einem Teil von Manchester, England.
2018 wählten die Mitglieder die erste Präsidentin der Organisation, Lynn Robinson.

### Gründungsmitglieder
Der BMC begann mit 25 Mitgliedsorganisationen im Bereich Klettern und Outdoor
- Alpine Club
- The Rucksack Club
- The Wayfarers’ Club
- Ladies’ Alpine Club
- Pinnacle Club
- The Yorkshire Ramblers’ Club

## Tätigkeit
Der British Mountaineering Council unterstützt seine Mitglieder bei der Erbringung von Dienstleistungen und Vertretungen für: Zugang und Erhaltung, Kletterwände, Clubs und Hütten, Wettkampfklettern, Ausrüstungsberatung, Reiseführer und Karten, Kulturerbe, Internationalität, Sicherheit und Kompetenz, Jugend und Gerechtigkeit.
Die Organisation bietet zwei Arten von Mitgliedschaften an: Vereinsmitgliedschaften, für diejenigen Personen, die über einen Verein dem BMC angeschlossen sind, und Einzelmitglieder.
Der BMC hatte im Jahr 2017 insgesamt mehr als 75.000 Mitglieder: 51.000 Einzelmitglieder, 24.000 Vereinsmitglieder, und 280 angeschlossene Vereine. Mit der Mitgliedschaft verbunden ist der Zugang zu den BMC-Reiseversicherungen, Vergünstigungen beim Erwerb von bergsteigerischem Material, technische Beratung und Training sowie jährlich vier Ausgaben der Verbandszeitschrift Summit.
Die Zeitschrift Summit strebt eine breite Berichterstattung für alle Arten von Kletterern, Bergwanderer und Bergsteiger an. Regelmäßig wird auch über spezielle Themen berichtet, die in Publikumszeitschriften wenig Raum finden. Summit erscheint viermal jährlich im Februar, Mai, September und November. Einzelmitglieder erhalten sämtliche Ausgaben, Vereine jedoch lediglich die Februarausgabe. Die Auflage schwankt daher stark, zwischen rund 40.000 Exemplaren im Mai, September und November und 75.000 Exemplaren im Februar. Die Zeitschrift ist damit die auflagenstärkste Zeitschrift im Bergsteigerbereich Großbritanniens. Außer im Onlineshop des BMC ist sie vor Ort in einigen britischen Bergsteigerzentren erhältlich, so beispielsweise im Plas y Brenin in Capel Curig.
Der BMC veröffentlicht Kletterführer für verschiedene Klettergebiete in Großbritannien, beispielsweise für den Peak District und Lancashire.
Um das Gegenrecht zu erhalten, können BMC Mitglieder ergänzend einen Gegenrechtsausweis (Reciprocal Rights Card) erwerben.

## Kontroverse um Umbenennung des BMC
Am 25. Juli 2016 kündigte der British Mountaineering Council die Absicht an, sich aufgrund des Ergebnisses einer von Sport England veranlassten Beratung in Climb Britain umzubenennen. Der Prozess zur Umbenennung wurde aufgrund starken Widerspruchs seitens der Mitglieder, weiteren Beratungen und erhitzten Online-Debatten gestoppt. Wegen des eingeschlagenen Weges, die Umbenennung ohne eine vorherige Konsultation der Mitglieder durchzuführen, wurde dem BMC executive committee im April 2017 bei der jährlichen Mitgliederversammlung das Misstrauen ausgesprochen.
Es wurde angekündigt, die Marke „Climb Britain“ innerhalb des BMC zu anderen Zwecken zu verwenden.